# 迎宾街道 (铁门关市)
迎宾街道，是中华人民共和国新疆维吾尔自治区铁门关市下属的一个街道。

## 行政区划
迎宾街道下辖以下地区：
河北花苑社区、迎宾社区。